# 칠공주
"칠공주"는 1962년 공개된 대한민국의 영화이다.

## 배역
- 김승호
- 문정숙
- 주증녀
- 신영균
- 엄앵란
- 허장강
- 전계현
- 차유미
- 이빈화
- 방성자
- 김명희
- 강미애